# Чемпионат Европы по волейболу среди женщин 1989
16-й чемпионат Европы по волейболу среди женщин прошёл со 2 по 10 сентября 1989 года в 4 городах ФРГ (Штутгарте, Гамбурге, Карлсруэ, Зиндельфингене) с участием 12 национальных сборных команд. Чемпионский титул в 12-й раз в своей истории выиграла сборная СССР.

## Команды-участницы
ФРГ — страна-организатор;
ГДР, СССР, Чехословакия — по итогам чемпионата Европы 1987 года;
Болгария, Югославия, Италия, Румыния, Финляндия, Польша, Турция, Франция — по итогам квалификации.

## Система проведения чемпионата
12 финалистов чемпионата Европы на предварительном этапе были разбиты на две группы. По две лучшие команды из групп стали участниками плей-офф за 1—4-е места. Итоговые 5—8-е и 9—12-е места также по системе плей-офф разыграли команды, занявшие в группах соответственно 3—4-е и 5—6-е места.

## Города
Соревнования прошли в 4 городах ФРГ — Штутгарте, Гамбурге, Карлсруэ и Зиндельфингене.
- Штутгарт.

В Штутгарте прошли матчи плей-офф за 1—8 места чемпионата.
- Гамбург.

В Гамбурге прошли матчи группы «А» предварительного этапа чемпионата.
- Карлсруэ.

В Карлсруэ прошли матчи группы «B» предварительного этапа чемпионата.
- Зиндельфинген.

В Зиндельфильгене прошли матчи плей-офф за 9—12 места чемпионата.

## Предварительный этап

### Группа А
Гамбург
| М | Команда   | 1   | 2   | 3   | 4   | 5   | 6   | И | В | П | С/П  | О  |
| - | --------- | --- | --- | --- | --- | --- | --- | - | - | - | ---- | -- |
| 1 | СССР      |     | 3:0 | 3:0 | 3:0 | 3:0 | 3:0 | 5 | 5 | 0 | 15:0 | 10 |
| 2 | Румыния   | 0:3 |     | 3:2 | 3:0 | 3:1 | 3:0 | 5 | 4 | 1 | 12:6 | 9  |
| 3 | ФРГ       | 0:3 | 2:3 |     | 3:0 | 3:0 | 3:0 | 5 | 3 | 2 | 11:6 | 8  |
| 4 | Югославия | 0:3 | 0:3 | 0:3 |     | 3:0 | 3:0 | 5 | 2 | 3 | 6:9  | 7  |
| 5 | Турция    | 0:3 | 1:3 | 0:3 | 0:3 |     | 3:1 | 5 | 1 | 4 | 4:13 | 6  |
| 6 | Финляндия | 0:3 | 0:3 | 0:3 | 0:3 | 1:3 |     | 5 | 0 | 5 | 1:15 | 5  |

2 сентября: СССР — Турция 3:0 (15:5, 15:9, 15:8); Румыния — Югославия 3:0 (15:4, 15:4, 16:14); ФРГ — Финляндия 3:0 (15:6, 15:11, 15:8).
3 сентября: СССР — Румыния 3:0 (15:7, 16:14, 16:14); ФРГ — Югославия 3:0 (15:3, 15:5, 15:3); Турция — Финляндия 3:1 (5:15, 15:9, 16:14, 15:8).
4 сентября: СССР — Югославия 3:0 (15:12, 17:16, 15:8); Румыния — Финляндия 3:0 (15:9, 15:10, 15:6); ФРГ — Турция 3:0 (15:7, 15:10, 15:8).
6 сентября: СССР — Финляндия 3:0 (15:3, 15:1, 15:7); Румыния — ФРГ 3:2 (15:13, 8:15, 15:13, 13:15, 16:14); Югославия — Турция 3:0 (15:5, 16:14, 15:12).
7 сентября: Югославия — Финляндия 3:0 (15:10, 15:7, 15:3); Румыния — Турция 3:1 (15:12, 9:15, 15:7, 15:12); СССР — ФРГ 3:0 (15:9, 15:7, 15:4).

### Группа В
Карлсруэ
| М | Команда      | 1   | 2   | 3   | 4   | 5   | 6   | И | В | П | С/П  | О  |
| - | ------------ | --- | --- | --- | --- | --- | --- | - | - | - | ---- | -- |
| 1 | ГДР          |     | 3:0 | 3:2 | 3:0 | 3:0 | 3:1 | 5 | 5 | 0 | 15:3 | 10 |
| 2 | Италия       | 0:3 |     | 3:0 | 1:3 | 3:0 | 3:1 | 5 | 3 | 2 | 10:7 | 8  |
| 3 | Чехословакия | 2:3 | 0:3 |     | 3:1 | 3:1 | 3:1 | 5 | 3 | 2 | 11:9 | 8  |
| 4 | Болгария     | 0:3 | 3:1 | 1:3 |     | 3:1 | 3:1 | 5 | 3 | 2 | 10:9 | 8  |
| 5 | Польша       | 0:3 | 0:3 | 1:3 | 1:3 |     | 3:1 | 5 | 1 | 4 | 5:13 | 6  |
| 6 | Франция      | 1:3 | 1:3 | 1:3 | 1:3 | 1:3 |     | 5 | 0 | 5 | 5:15 | 5  |

2 сентября: Болгария — Франция 3:1 (15:5, 15:10, 13:15, 15:2); Италия — Чехословакия 3:0 (15:9, 15:11, 15:13); ГДР — Польша 3:0 (15:6, 15:7, 15:9).
3 сентября: Италия — Франция 3:1 (15:10, 14:16, 15:2, 15:8); Чехословакия — Польша 3:1 (15:12, 15:12, 12:15, 15:10); ГДР — Болгария 3:0 (15:11, 15:12, 15:9).
4 сентября: Италия — Польша 3:0 (15:9, 15:5, 15:10); Чехословакия — Болгария 3:1 (15:3, 15:8, 12:15, 15:10); ГДР — Франция 3:1 (15:6, 15:4, 14:16, 15:3).
6 сентября: Болгария — Польша 3:1 (15:3, 14:16, 15:13, 15:10); ГДР — Италия 3:0 (15:11, 15:13, 15:4); Чехословакия — Франция 3:1 (15:9, 13:15, 15:4, 15:10).
7 сентября: Болгария — Италия 3:1 (15:12, 16:14, 12:15, 15:8); ГДР — Чехословакия 3:2 (15:6, 15:4, 10:15, 8:15, 15:12); Польша — Франция 3:1 (15:9, 15:11, 11:15, 15:12).

## Плей-офф
Штутгарт/Зиндельфинген

### Полуфинал за 1—4 места
9 октября. Штутгарт
СССР — Италия 3:0 (15:10, 15:7, 15:8)
ГДР — Румыния 3:0 (17:15, 15:6, 15:4)

### Полуфинал за 5—8 места
9 октября. Штутгарт
Чехословакия — Югославия 3:1 (15:4, 15:12, 16:17, 15:9)
ФРГ — Болгария 3:1 (12:15, 15:9, 16:14, 15:6)

### Полуфинал за 9—12 места
9 октября. Зиндельфинген
Франция — Турция 3:1 (15:3, 15:8, 14:16, 15:11)
Польша — Финляндия 3:0 (15:7, 15:2, 15:3)

### Матч за 11-е место
10 октября. Зиндельфинген
Турция — Финляндия 3:1 (15:6, 15:8, 12:15, 16:14)

### Матч за 9-е место
10 октября. Зиндельфинген
Польша — Франция 3:2 (15:12, 12:15, 17:15, 7:15, 15:13)

### Матч за 7-е место
10 октября. Штутгарт
Болгария — Югославия 3:0 (15:11, 15:9, 15:3)

### Матч за 5-е место
10 октября. Штутгарт
Чехословакия — ФРГ 3:0 (15:4, 16:14, 15:7)

### Матч за 3-е место
10 октября. Штутгарт
Италия — Румыния 3:0 (15:5, 15:6, 15:3)

### Финал
10 октября. Штутгарт
СССР — ГДР 3:1 (8:15, 16:14, 15:13, 15:13)

## Итоги

### Положение команд
| СССР            | 7. Болгария   |
| ГДР             | 8. Югославия  |
| Италия          | 9. Польша     |
| 4. Румыния      | 10. Франция   |
| 5. Чехословакия | 11. Турция    |
| 6. ФРГ          | 12. Финляндия |

### Призёры
СССР: Ирина Пархомчук, Валентина Огиенко, Елена Овчинникова, Татьяна Сидоренко, Ирина Ильченко (Смирнова), Светлана Корытова, Ирина Щербакова, Елена Батухтина, Марина Вьялицына, Инна Дашук, Галина Лебедева, Ольга Толмачёва. Главный тренер — Николай Карполь.
  ГДР: Сусанна Ламе, Ариане Радфан, Михаэла Питч, Грит Науманн, Уте Штеппин, Дорте Техель, Кристина Шульц, Инес Пианка, Брит Видеман, Анетте Хейман, Катя Вайман, Дёрте Крюгер. Главный тренер — Экехард Боннке.
  Италия: Мануэла Бенелли, Лилиана Бернарди, Сабрина Бертини, Алессандра Дзамбелли, Эльга Кьострини, Фабиана Меле, Сабина Туррини, Чинция Фламиньи, Барбара Фонтанези, Мирна Мирабисси, Фанни Подьоли, Патриция Пратти. Главный тренер — Серджо Гуэрра.

### Индивидуальные призы
MVP:  Валентина Огиенко
Лучшая нападающая:  Ирина Ильченко
Лучшая блокирующая:  Грит Науманн
Лучшая на подаче:  Габриэла Думитреску
Лучшая на приёме:  Сусанна Ламе
Лучшая в защите:  Лилиана Бернарди
Лучшая связующая:  Мануэла Бенелли